# Higginsia petrosioides
Higginsia petrosioides är en svampdjursart som beskrevs av Arthur Dendy 1922. Higginsia petrosioides ingår i släktet Higginsia och familjen Heteroxyidae. Inga underarter finns listade i Catalogue of Life.